# Oskar Lieven
Oskar Karl Joseph Lieven (* 3. Juni 1852 in Hasenpoth; † 17. November 1912 in Konstanz) war ein russischer Chemiker und Unternehmer deutsch-baltischer Herkunft. Er war von 1890 bis zu seinem Tod eine der prägenden Figuren der russischen Zementindustrie.

## Leben

### Herkunft, Ausbildung und Privatleben
Er kam im Sommer 1852 als Sohn von Samuel Paul Lieven (1805–1855) und Elisabeth Louise Bergholtz (1816–1911) in der Kreisstadt Hasenpoth im Gouvernement Kurland zur Welt. Der Vater arbeitete dort als Stadtarzt und die Familie zählte zur Minderheit der Deutsch-Balten, die allerdings in den Ostseegouvernements des Russischen Kaiserreiches den Großteil des Bürgertums stellte. Oskar Lieven war das zweitjüngste von insgesamt 14 Geschwistern (elf Brüder und drei Schwestern), die auch alle das Erwachsenenalter erreichten.
Von 1863 bis 1870 besuchte er das Gymnasium in Dorpat im Gouvernement Livland. Anschließend immatrikulierte er sich 1871 für ein Chemiestudium an der Kaiserlichen Universität Dorpat. Dieses konnte er 1875 als Kandidat abschließen, woraufhin er seine Studien kurzzeitig in München (Königreich Bayern) fortsetzte, ehe er am 2. August 1876 an der Gießener Ludwigs-Universität (Großherzogtum Hessen) promoviert wurde.

### Berufliche Karriere
Nachdem er aus Deutschland wieder in seine Heimatregion zurückgekehrt war, fand Lieven seinen Einstieg ins Berufsleben als Chemiker bei der Portland-Cement-Fabrik J. J. Girard & Co. in Kunda (Gouvernement Estland). Anschließend war er stellvertretender Direktor der Zementfabrik in Podolsk bei Moskau. In den Jahren 1878 und 1879 arbeitete er als Gehilfe des Direktors der Russisch-Englischen Gummimanufaktur in der russischen Hauptstadt Sankt Petersburg und nachdem diese bei einem Brand zerstört worden war, kehrte er 1879 an die Zementfabrik in Kunda zurück. Dort war er nun zunächst ebenfalls als Gehilfe des Direktors tätig, ehe er das Werk ab 1890 dann selbst als Direktor leitete.
Im Jahr 1895 ernannte man ihn zum Fabrikdirektor der Gesellschaft für Zementfabrikation am Schwarzen Meere in Noworossijsk, die sein Bruder Viktor (1841–1910) Anfang der 1880er Jahre gegründet hatte und die seit Dezember 1882 in Betrieb war. Als die Gesellschaft 1900 eine weitere Fabrik in Lyssytschansk im Donezbecken eröffnete, wurde er Generaldirektor beider Werke, wobei sein Tätigkeitsschwerpunkt nach wie vor in Noworossijsk lag. Dort wurde die Fabrik unter seiner Leitung mehrfach erweitert und es gelang ihm, die Jahresproduktion sukzessive von etwa 200.000 auf 1,5 Millionen Fässer zu steigern, womit sie die „bei weitem größte“ Zementfabrik Russlands und eine der bedeutendsten ganz Europas war. Das Werk umfasste – aufgrund der vergleichsweise isolierten Lage abseits großer Industriezentren – auch eine ausgedehnte eigene Fassherstellung mit Holzlagern und große Reparaturwerkstätten. Während Lievens Direktorat entstand um das Unternehmen herum eine eigene kleine Fabrikstadt für die Beamten und Arbeiter und deren Familien. So ließ er beispielsweise Werkssiedlungen, eine neue Volksschule und Läden für den täglichen Bedarf errichten. Darüber hinaus legte man einen Volksgarten an, erweiterte das lokale Badehaus und gliederte dem Krankenhaus eine chirurgische Abteilung an. Zudem entstand im Werk ein Andachtsraum für Angehörige der russisch-orthodoxen Kirche und über Spenden finanzierte die Zementgesellschaft auch den Bau einer evangelischen Kirche in der Stadt.

### Weitere Tätigkeiten
Im Februar 1877 wurde Oskar Lieven auf Vorschlag von Carl Liebermann und Max Delbrück als außerordentliches Mitglied in die Deutsche Chemische Gesellschaft aufgenommen. Zwischen 1903 und 1912 war er ferner Mitglied sowohl der Behörde für Fabrikwesen und Bergbau als auch des Waldschutzkomitees im Schwarzmeergebiet. Darüber hinaus amtierte er zwischen 1910 und 1912 als Präses des evangelisch-lutherischen Kirchenrates in Noworossijsk.

## Konservatorisches Bemühen
Oskar Lieven war seit 1894 korrespondierendes Mitglied der in Jurjew (seit 1893 offizieller Name der Stadt Dorpat) ansässigen Gelehrten Estnischen Gesellschaft. Im Jahr 1907 stellte er einem eigens gebildeten Komitee seine Ideen zur Konservierung der Dorpater Domruine vor. Im entsprechenden Sitzungsbericht heißt es:
„Dr. Lieven führte zunächst aus, dass eine direkte Verbindung von Zement und Ziegel [...] völlig unzulässig sei. Dagegen sei er bei einem Aufenthalt in Norwegen auf ein zur Abhaltung der Feuchtigkeit und damit zur Konservierung von Ziegelgemäuer ganz vorzügliches Material aufmerksam gemacht worden. Dort habe er zahlreiche sehr alte Holzhäuser angetroffen, deren flache Dächer mit Birkenrinde, die mit einer Erdschicht beschwert war, gedeckt waren und die sich als nahezu unverwüstlich erwiesen haben. Er schlug nun – unter Beilegung sorgfältig ausgeführter Zeichnungen – für die Erhaltung der Maueroberfläche der Ruine gleichfalls dieses Material vor: auf die durch Mauerung auszuglättende Mauerfläche Birkenrinde und darauf zur Befestigung der Rinde eine Betonschicht.“
Wenig später lieferte Lieven auch Ratschläge hinsichtlich der Beschaffung passender Birkenrinden:
„Aus der № 259 der Nordlivländischen Zeitung ersehe ich, dass mein Vorschlag für die Erhaltung der Domruine der Beachtung wert befunden worden ist. Indessen macht vielleicht die Beschaffung der Birkenrinde einige Schwierigkeit, denn diese muss ohne Risse sein und möglichst dicken, also wertvollen Bäumen entnommen werden. In Norwegen aber habe ich gesehen, dass die Waldeigentümer durch das Entrinden der Birken keinen Verlust erleiden. Die Rinde wird den Bäumen nach dem Ausschlage im Frühjahre entnommen. Der Baum grünt noch bis in den Herbst hinein, allerdings im feuchten norwegischen Klima, und vertrocknet erst dann. Dann aber sind dem Stamme alle Salze entzogen und er stellt nun ein vorzügliches Nutzholz dar, das gegen Fäulnis sehr widerstandsfähig ist und, weil es nur in geringem Masse Feuchtigkeit anzieht, sich wenig ausdehnt und zusammenzieht, wenn es feuchter oder trockener Witterung ausgesetzt wird. Der Eigentümer eines schlagbaren Birkenwaldes, der mit dieser Tatsache bekannt gemacht ist, dürfte sich unschwer veranlasst sehen, die Stämme im Frühjahre, das dem Abholzen vorhergeht, rinden zu lassen.“

## Publikationen (Auswahl)
- Oskar Lieven: Verhalten von Torf und Humus haltigem Sande bei der Mörtelbereitung. In: Dingler’s Polytechnisches Journal. Band 263, 1887, Seiten 342–343.
- Oskar Lieven: Zur Frage über die zu Meerwasserbauten tauglichen Mörtelstoffe. In: Tonindustrie-Zeitung, Jahrgang 33, 1909, Seiten 7–8.
- Oskar Lieven: Die geplanten vergleichenden Untersuchungen für Seewasserbauten aus Portlandzement und aus Portlandzement mit Traß. In: Tonindustrie-Zeitung, Jahrgang 34, 1910, Seite 703.
- Oskar Lieven: Zur Aufbewahrung selbstentzündlicher Gaskohlen. In: Tonindustrie-Zeitung, Jahrgang 34, 1910, Seiten 1537–1538.